# Faleristică

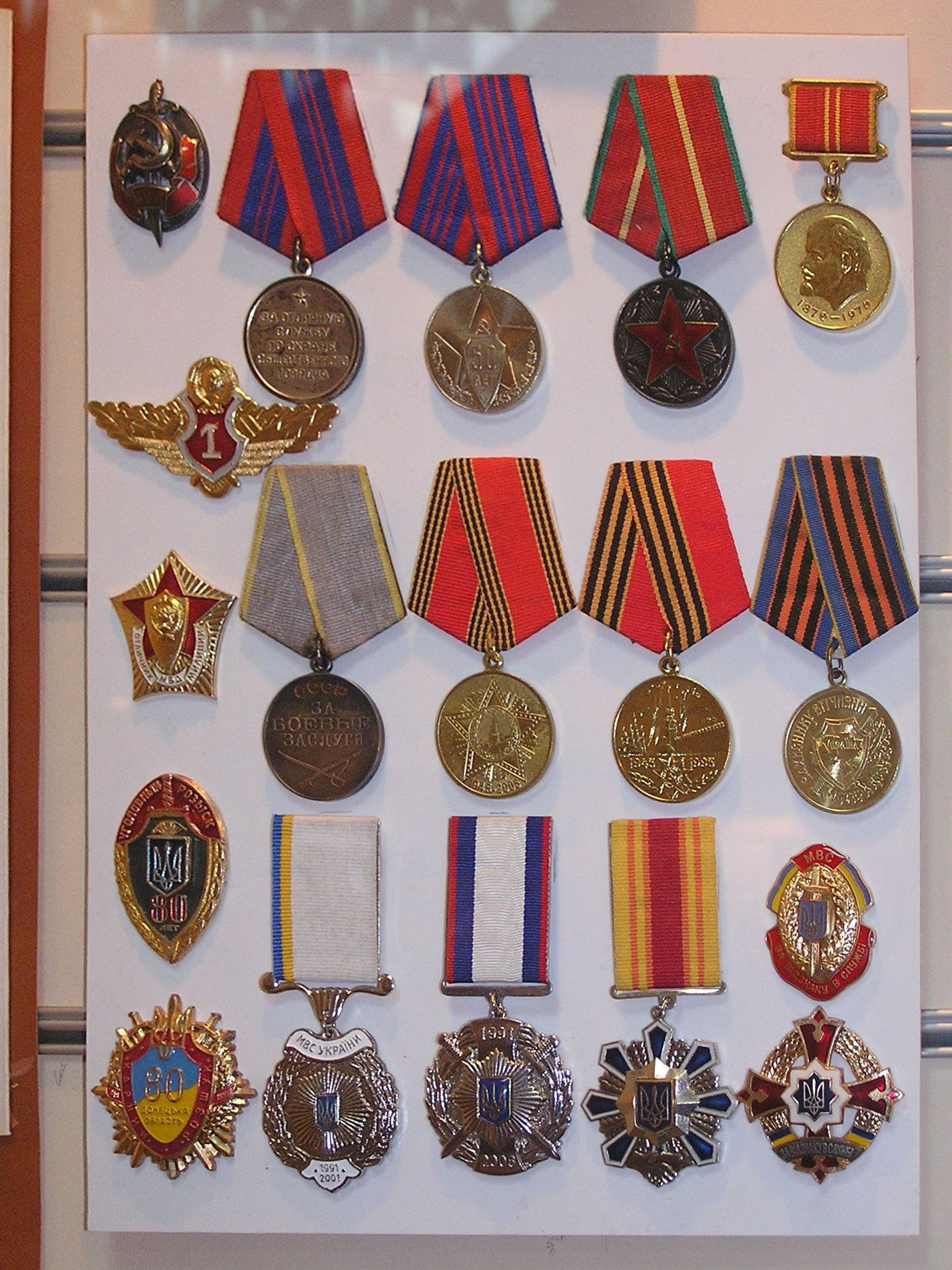
Panou cu medalii, în Muzeul Miliției din Donețk, Ucraina

Faleristica este o știință auxiliară a istoriei care are drept obiect studiul ordinelor, decorațiilor și medaliilor. Aportul acestei științe auxiliare este să descifreze și să înțeleagă prezența ordinelor, decorațiilor și medaliilor pe diferite suporturi (tablouri, fotografii, acte, monumente). Mai general, să ajute munca istoricului oferindu-i unelte de datare.
Termeni apropiați sunt cei de exonumie și medalistică.

## Etimologie
Cuvântul românesc faleristică provine din cuvântul francez phaléristique, care, la rândul său, provine din cuvântul francez phalère (substantiv de genul feminin), iar acesta din substantivul latinesc feminin plural phaleræ / faleræ, cu sensul de „faleră”, dar mai ales la plural: „falere” (care, în Antichitate desemna o medalie de aur care se dădea soldaților romani ca premiu și care era purtată la gât, ca pandantiv sau aplicată pe harnașament, sau ca ornament de fibulă), și din cuvântul vechi grecesc ta phalara (τὰ φάλαρα). Privitor la cuvântul faleră, falere, Noul dicționar universal al limbii române ne oferă următoarele explicații: „1. (ant.[tichitate]) medalie de aur care răsplătea meritele soldaților romani și se purta la gît; 2. obiect de podoabă purtat la gît [Din it. falera, lat phalera]”.

## Câmp de aplicare
Decorațiile (în sensul lor larg) oficiale, neoficiale (religioase, asociative, ale întreprinderilor) atribuite unor persoane fizice sau juridice, pot intra în câmpul acestui studiu. Și acest lucru este valabil oricare ar fi țara, ansamblul de țări și perioada istorică studiată.
Obiectele studiate de faleristică se împart în:
1. Ordinele cavalerești: exemplu: Ordinul Jartierei
2. Ordinele de merit
3. Ordinele militare
4. Decorațiile
5. Medaliile
6. Insignele

### Periodice
- „Orden und Ehrenzeichen” (vormals „Orden-Militaria-Magazin”), Fachzeitschrift und Vereinsorgan der Deutschen Gesellschaft für Ordenskunde e.V. (BDOS), früher Bund deutscher Ordenssammler e.V.